# MOROP
 (octobre 2012).
Si vous disposez d'ouvrages ou d'articles de référence ou si vous connaissez des sites web de qualité traitant du thème abordé ici, merci de compléter l'article en donnant les références utiles à sa vérifiabilité et en les liant à la section « Notes et références ».
Le Morop est la Fédération européenne des modélistes ferroviaires et amis des chemins de fer. Son nom vient de la contraction du mot allemand 'MOdellbahn' (modélisme ferroviaire) et du mot 'EuROPe'.

## Historique et fonctionnement
Créée en 1954 à Gênes (Italie) par Italo Briano, la fédération a son siège à Berne (CH) et est régie par le droit suisse. Le Morop regroupe aujourd'hui 22 associations nationales de 17 pays européens et a pour principales activités la promotion du modélisme ferroviaire et l'établissement des Normes européennes de modélisme (NEM).
Des liens étroits sont entretenus avec l'homologue américain NMRA (National Model Railroad Association) et, dans la mesure du possible, il est recherché la compatibilité entre les normes applicables des deux côtés de l'Atlantique.
Les langues de travail sont l'allemand et le français d'où la disponibilité de toutes les normes dans ces deux langues mais rien n'interdit aux associations membres de les traduire également dans leurs langues nationales.
Un congrès est organisé tous les ans à la fin de l'été et s'organise autour de réunions de travail, assemblée générale et excursions à la découverte des chemins de fer de la région hôte.

## Représentants nationaux
- Allemagne:
  - ARGE Spur 0 (Internationale Arbeitsgemeinschaft Modellbahnbau Spur 0 e.V.), fédération allemande de l'échelle Zéro.
  - BDEF (Bundesverband Deutscher Eisenbahn-Freunde e.V.)
  - SMV (Sächsische Modellbahner Vereinigung)

- Autriche :
  - VOEMEC (Verband Österreichischer Modell-Eisenbahn-Clubs)

- Belgique :
  - ASBL FEBELRAIL VZW (Fédération des Associations belges d'amis du Rail / Federatie van belgische verenigingen van spoorbelangstellenden)
  - 0-FORUM (Fédération belge du Zéro / Belgische Nulspoor Federatie)

- Danemark :
  - DMJU (Dansk Model Jernbane Unions)

- Espagne:
  - FCAF (Federació Catalana d'Amics del Ferrocarril)

- France :
  - Cercle Du Zéro
  - FFMF (Fédération française de modélisme ferroviaire)
  - GEMME (Groupe d'étude du modélisme ferroviaire à voie métrique et étroite

- Hongrie :
  - MAVOE (Magyar Vasútmodellezők es Vasútbarátok Országos Egyesülete)

- Italie :
  - FIMF (Federazione Italiana Modellisti Ferroviare)

- Luxembourg :
  - MBM a.s.b.l.  (Modelleisebunn Bassin Minier)

- Norvège :
  - MJF (Modeljernbaneforeningen I Norge)

- Pays-Bas :
  - NVBS (Nederlandse Vereniging van Belangstellende in het Spoor en Tramwegweze)

- Pologne :
  - PZMKIMK (Polski Zwiazek Modelarzy Kolejowych i Milosników Kolei)

- Portugal :
  - APAC (Associação Portuguesa dos Amigos do Caminho de ferro)

- République tchèque :
  - SMČR, KŽeM CR (Svaz modelářů České republiky, Klub železničních modelářů)

- Roumanie :
  - TCR (Tren Clubul Roman)

- Suisse :
  - SVEA-ASEA (Schweizerischer-Verband Eisenbahn-Amateur)

- Slovaquie :
  - Zväz modelárov Slovenska, Združenie železničných modelárov Slovenska